# Marieke Vervoort
Marieke Vervoort (Diest, Brabante Flamenco; 10 de mayo de 1979-ibíd., 22 de octubre de 2019) fue una atleta belga. Practicó atletismo, blokarting y era triatleta. Compitió en los Juegos Paralímpicos de Londres 2012, en los cuales ganó dos medallas, una de oro y otra de plata. En los  Juegos Paralímpicos de Londres 2012 y los de Río de Janeiro 2016 en los que obtuvo cuatro medallas.
Fue premiada con el Vlaamse Reus de 2015, un galardón otorgado por la Asociación Flamenca de Periodistas Deportivos a deportistas flamencos.

## Carrera
Vervoort comenzó su carrera en deportes jugando baloncesto en silla de ruedas, luego comenzó a nadar, y compitió en triatlones. Fue campeona mundial de triatlón adaptado en 2006 y 2007, y en 2007, compitió en el Ironman Triathlon en Hawái, Estados Unidos. Se retiró de los triatlones cuando su condición empeoró. En cambio, ella comenzó a practicar blokarting y luego las carreras de sillas de ruedas.
En los Juegos Paralímpicos de Londres 2012, ganó la medalla de oro en la carrera de silla de ruedas T52 de 100 m, y la medalla de plata en la carrera de silla de ruedas T52 de 200 m.
En 2013, estableció un nuevo récord europeo de 33.65 en la carrera T52 200 m en Oordegem, Bélgica. También estableció récords mundiales en el T52 400 m en Kortrijk, Bélgica, y el T52 800 m en Oordegem en 2013. 
El mismo año, mientras competía en el Campeonato Mundial de Atletismo IPC en Lyon, Francia, Vervoort cayó durante la carrera de 800 metros después de una colisión con Michelle Stilwell de Canadá. Se lastimó el hombro, requirió cirugía y diez meses de rehabilitación. Su próxima competencia fue en 2014, en el Gran Premio de Atletismo ParAthletics IPC celebrado en Nottwil, Suiza, donde ganó los 200 m, así como los 1,500m y 5,000m, en ambos de los cuales ella estableció nuevos récords mundiales. 
En el Campeonato Mundial de Atletismo IPC 2015 en Doha, Catar ganó medallas de oro en las carreras T52 100 m, 200 m y 400 m, y se convirtió en campeona mundial. Cubrió 200 metros en 35.91,  que fue dos segundos más lento que su récord europeo, antes de su accidente. 
En los Juegos Paralímpicos de Río de Janeiro 2016 en Brasil, ganó la medalla de plata en la carrera de silla de ruedas T51 / 52 400 m y el bronce en la T51 / 52 100 m.

## Vida personal y discapacidad
Vervoort fue diagnosticada a los 14 años con distrofia simpática refleja, una enfermedad degenerativa incurable de los músculos y la columna vertebral que le causó dolor severo, parálisis en las piernas y le dificultó mucho dormir. Marieke padecía una enfermedad degenerativa que comprometía el movimiento de sus piernas y le provocaba continuos desmayos. En 2008 firmó la documentación para que le fuese practicada la eutanasia sin una fecha concreta, tras obtener el visto bueno de tres médicos, de acuerdo con lo establecido por la legislación belga para acceder a la eutanasia. Tras abandonar el tratamiento médico, le fue practicada la eutanasia el 22 de octubre de 2019. Tenía cuarenta años.
A pesar de su éxito deportivo, Vervoort dijo que estaba considerando la eutanasia mientras se preparaba para los Juegos Paralímpicos de Río 2016, diciendo que Río era su "último deseo". Aclaró que esto no significaba que la eutanasia ocurriría inmediatamente después de los Juegos, afirmando que: "Tienes que vivir día a día y disfrutar los pequeños momentos. Cuando llegue el día, cuando tenga más días malos que días buenos, tengo mis papeles de eutanasia. Pero aún no ha llegado el momento ". Firmó sus documentos de eutanasia en 2008. Vervoort también sufría de epilepsia, y vivía con su perro de asistencia, Zenn, que podía alertarla sobre un próximo ataque una hora antes de que ocurriera.

## Muerte
Terminó su vida mediante la eutanasia el 22 de octubre de 2019. Su decisión fue apoyada por otros paralímpicos, como el británico Ollie Hynd.

## Escritura
Vervoort fue autora de dos libros, Wielemie. Sporten voor het leven ("Wielemie. Deportes para la vida"), Wielemie era su apodo (Houtekiet, 2012) y De andere kant van de medaille ("La otra cara de la medalla") (2017), sobre su enfermedad degenerativa y su impacto en su vida.

## Medallero
- Juegos Paralímpicos de Londres 2012, obtuvo dos medallas, oro en la categoría de 100 metros y plata en la categoría de los 400 metros.[6]

- Mundial de Atletismo del Comité Paralímpico Internacional en Doha 2015, campeona del mundo.[13]

- Juegos Paralímpicos de Río de Janeiro 2016, medalla de plata en la categoría T52 de 400 metros,[14] y bronce en la prueba de 100 metros.[6]